# HD 159926
HD 159926，又名BD+28 2787，SAO 85236、HR 6564，是一颗恒星，视星等为6.38，位于銀經52.14，銀緯27.94，其B1900.0坐标为赤經17h 32m 11.9s，赤緯+28° 27.94′ 49″。